# Сахнівська сільська рада (Конотопський район)
Сахні́вська сільська́ ра́да — колишній орган місцевого самоврядування в Конотопському районі Сумської області. Адміністративний центр — село Сахни.

## Загальні відомості
- Сахнівська сільська рада утворена 17 грудня 1986 року.
- Населення ради: 987 осіб (станом на 2001 рік)

## Населені пункти
Сільській раді підпорядковані населені пункти:
- с. Сахни
- с. Бондарі
- с. Савойське

## Склад ради
Рада складається з 14 депутатів та голови.
- Голова ради: Бабич Валерій Миколайович
- Секретар ради: Сахно Валентина Григорівна

### Керівний склад попередніх скликань
| Прізвище, ім'я, по батькові | Основні відомості                                                         | Дата обрання | Дата звільнення |
| --------------------------- | ------------------------------------------------------------------------- | ------------ | --------------- |
| Синенко Михайло Іванович    | Сільський голова, 1948 року народження                                    | 26.03.2006   | 19.06.2009      |
| Бабич Валерій Миколайович   | Сільський голова, 1967 року народження, освіта вища, член Партії регіонів | 20.06.2010   | 31.10.2010      |
| Бабич Валерій Миколайович   | Сільський голова, 1967 року народження, освіта вища, член Партії регіонів | 31.10.2010   |                 |

Примітка: таблиця складена за даними сайту Верховної Ради України